# Iteropari
Iteropara (av latinets iterum, "ånyo", "återigen", och pario, "föda", "frambringa", "alstra") organismer kan fortplanta sig flera gånger under sin livstid, till skillnad från semelpara organismer där individen fortplantar sig en gång under sin livstid. Iteropari är den vanligaste formen av fortplantning. Oftast fungerar även växter på detta vis, vilket kallas polykarpi.
Iteropara organismer är vanligast i instabila miljöer, där antalet avkommor per hona varierar eller där de unga överlever i olika utsträckning.